# 天白郵便局
天白郵便局（てんぱくゆうびんきょく）は愛知県名古屋市天白区にある郵便局。民営化前の分類では集配普通郵便局であった。

## 概要
- 住所：〒468-8799 愛知県名古屋市天白区島田5-201

## 沿革
- 1873年（明治6年）6月1日 - 平針郵便取扱所として開設[1]。
- 1875年（明治8年）1月1日 - 平針郵便局（五等）となる。
- 1885年（明治18年）10月1日 - 貯金取扱を開始。
- 1892年（明治25年）5月1日 - 為替取扱を開始。
- 1909年（明治42年）6月1日 - 天白郵便局に改称。
- 1962年（昭和37年）6月16日 - 電話交換業務を名古屋中央電話局天白分室に、和文電報配達業務を笠寺電報局にそれぞれ移管[2]。
- 1966年（昭和41年）9月1日 - 特定郵便局から普通郵便局に局種別改定。
- 1966年（昭和41年）11月21日 - 昭和区天白町大字平針から同区天白町大字植田に移転。
- 1980年（昭和55年）8月25日 - 天白区植田から同区土地区画整理事業地内保留地28ブロックに移転[3]。
- 1998年（平成10年）9月1日 - 外国通貨の両替および旅行小切手の売買に関する業務取扱を開始。
- 2007年（平成19年）10月1日 - 民営化に伴い、併設された郵便事業天白支店に一部業務を移管。
- 2012年（平成24年）10月1日 - 日本郵便株式会社発足に伴い、郵便事業天白支店を天白郵便局に統合。

## 取扱内容
- 郵便、印紙、ゆうパック、内容証明
- 貯金、為替、振替、振込、国際送金、外貨両替・トラベラーズチェック、国債、投資信託
- 生命保険、バイク自賠責保険、自動車保険、変額年金保険
- 地方公共団体事務（名古屋市敬老パスの交付）
- ゆうちょ銀行ATM
- 「468-00xx」「468-08xx」区域（名古屋市天白区の全域）の集配業務
- ゆうゆう窓口

## 周辺
- 名古屋市天白区役所
- 天白川

## アクセス
- 名古屋市営地下鉄鶴舞線 塩釜口駅から南へ約1.9km、徒歩で約22分。
- 名古屋市営バス「天白郵便局」停留所下車。
- 愛知県道59号名古屋中環状線沿い。
- 駐車場あり：18台